# Мажуранич, Антон
Антон Мажуранич (хорв. Antun Mažuranić; 13 июня 1805, Нови-Винодолски, Австрийская империя, — 18 декабря 1888, Загреб, Австро-Венгрия) — хорватский филолог, старший брат поэта Ивана Мажуранича.

## Биография
Антон Мажуранич появился на свет 13 июня 1805 года в городе Нови-Винодолски, происходил из крестьян исторической области Винодол, входившей в состав Хорватского Приморья. Его родители — Иван-Микула Мажуранич (1771—1844) и Катерина Мажуранич, урождённая Ивич (1778—1884). Винодол в то время входил в состав Иллирийских провинций Французской империи. После победы над Наполеоном I Хорватское Приморье и Далмация не были воссоединены с Хорватией, но подчинены Вене напрямую. Венский двор проводил политику германизации хорватского населения. Прежде всего, германизированы были школы. По завершении начальной школы в родном городе, Мажуранич окончил гимназию в Риеке. В 1826 г. он продолжил образование в Загребе, где изучал право и философию.
В Загребе Мажуранич подружился с Людевитом Гаем и Векославом Бабукичем — вождями национального литературно-просветительного кружка, для которого Гай предложил античное имя «иллиров». В 1834 году Мажуранич сдал адвокатский экзамен. В том же 1834 году Гай начал печатать в своей типографии газету «Новине хорватске» («Novine Horvatske»), а в 1835 году — литературный журнал «Даница хорватска, славонска и далматинска» («Danicza horvatzka, slavonzka y dalmatinzka»). В 1836 году Гай переименовал свою газету в «Илирске народне новине» («Ilirske narodne novine»), а журнал получил название «Даница илирска» («Danica ilirska»). В «Данице илирской» увидели свет статьи Антона Мажуранича, посвящённые грамматике и лексикографии хорватского языка.
Антон Мажуранич состоял в 1834—1848 и 1850—1863 гг. учителем латинского языка в Загребской гимназии, но — радея о духовном подъёме хорватского народа — преподавал факультативно и хорватский язык. Он издал, с комментариями, глаголический текст Винодольского статута, готовил (с Бабукичем) к изданию дубровницких писателей, подготовил вместе с Вебером и Месичем хорватскую хрестоматию, издал в 1855 году очерк хорватской литературы, в 1859 году — грамматику чакавского диалекта, в 1860 году — исследование об ударениях в хорватском языке.